# Schlackenmühle
Die Schlackenmühle war eine städtische Sägemühle vor dem Johannistor in Wernigerode, die im 14. Jahrhundert aus einer mittelalterlichen Eisenhütte hervorgegangen ist.
Die Schlackenmühle wurde 1311 als Scapes hutte erstmals urkundlich erwähnt. Hier wurde Erz aus Goslar unmittelbar vor der Stadt Wernigerode verhüttet. Bereits 1397 wurde die Eisenhütte als städtische Sägemühle genutzt, da es in den Urkunden heißt Bartoldes Schapes hütten (alias de Sagemolen). Die Mühle lag an einem Graben zwischen der Holtemme und dem Schlackenteich, mit dessen Wasser sie betrieben wurde. Der Name des Teiches lautete noch im 15. Jahrhundert Schauwensdyk, später Slaggendik. Im Zuge der industriellen Revolution in der ersten Hälfte des 19. Jahrhunderts kam die Schlackenmühle zum Erliegen und wurde später abgerissen.